# Albanees
Het Albanees (Shqip) is een Indo-Europese taal zonder enige nauwe verwanten. Het is de enige officiële taal in Albanië en bestaat uit twee dialecten: het Gegisch (noorden) en het Toskisch (zuiden). De taal wordt buiten Albanië gesproken door etnische Albanezen op de Balkan en diens diaspora. Het Albanees heeft een officiële status in Kosovo, Noord-Macedonië en Montenegro. Het is tevens een erkende minderheidstaal in Italië, Servië, Kroatië en Roemenië.
Het zelfstandig karakter van het Albanees is pas laat aan het licht gekomen. De grammaticale structuur is tamelijk onafhankelijk maar er zijn veel leenwoorden uit het Latijn en andere talen. De oorspronkelijke kern is sterk geëvolueerd. Het onderzoek, dat met name plaatsvindt onder de noemer albanologie, wordt bemoeilijkt omdat de vroegste teksten dateren uit de 15e eeuw.

## Classificatie
Rond 1850 werd aangetoond dat Albanees een Indo-Europese taal is.
Aan de oorsprong zou het Illyrisch, Thracisch of Dacisch liggen. Deze talen werden in de oudheid en tijdens het begin van het Romeinse Rijk in Zuid-Europa gesproken. Het is onduidelijk of deze talen verschillende takken van de Indo-Europese taalfamilie waren.
Het Albanees kan in twee dialectgroepen en vier dialecten onderverdeeld worden:
- Gegisch, gesproken in Noord-Albanië, Kosovo, Montenegro en Noord-Macedonië
- Toskisch gesproken in Zuid-Albanië, is de Albanese standaardtaal
  - Arberisch gesproken in Zuid-Italië
  - Arvanitisch gesproken in Griekenland
  - Labisch
  - Tsjamisch gesproken in Griekenland

## Klanken
| letter | IPA - voorbeeld           | letter | IPA - voorbeeld                                   |
| ------ | ------------------------- | ------ | ------------------------------------------------- |
| a      | a - laat                  | n      | n - en, niks, negen                               |
| b      | b - bal                   | nj     | ɲ - Spanje                                        |
| c      | ʦ - bots                  | o      | ɔ - pot, onder, order                             |
| ç      | ʧ - tsjilpen, tsjetsjenië | p      | p - opera                                         |
| d      | d - dans                  | q      | c - "tj"/"kj" Tussen botje en bokje               |
| dh     | ð - Engels the            | r      | ɾ - perk (een enkel slagje met de tongpunt)       |
| e      | ɛ - met, eerst, eens      | rr     | r - Spaans perro (rollende tongpunt-r), lange 'r' |
| ë      | ə - de, Albanië, Italië   | s      | s - slaap                                         |
| f      | f - fop                   | sh     | ʃ - shop                                          |
| g      | ɡ - zakdoek               | t      | t - top                                           |
| gj     | ɟ - Djengiz Khan          | th     | θ - Engels thought                                |
| h      | h - hoop                  | u      | u - doek                                          |
| i      | i - iets                  | v      | v - vader                                         |
| j      | j - jaar                  | x      | d͡z - dz                                           |
| k      | k - kip                   | xh     | ʤ - jungle, James, John Kennedy                   |
| l      | l - Lisa                  | y      | y - fuut                                          |
| ll     | ɫ - Engels ball           | z      | z - zomer                                         |
| m      | m - moeder                | zh     | ʒ - journalist, Jean-Jacques Rousseau             |

Albanees wordt fonetisch gespeld. Ook worden buitenlandse namen doorgaans omgespeld (zoals Xhon voor de Engelse naam John).

### Klinkers
Het Albanees heeft zeven klinkers: A, E, Ë, I, O, U, Y. Klinkers kunnen lang of kort zijn, maar hier wordt meestal geen betekenisverschil mee uitgedrukt. Alleen bij de U en de Y kan de lengte van de klinker belangrijk zijn: de lange U en Y worden dan ook als UE resp. YE gespeld.

### Medeklinkers
En 29 medeklinkers: B, C, Ç, D, Dh, F, G, Gj, H, J, K, L, Ll, M, N, Nj, P, Q, R, Rr, S, Sh, T, Th, V, X, Xh, Z, Zh.

## Grammatica
De grammatica van het Albanees typeert zich door een grote vormenrijkdom. Het Albanees heeft naamvallen, onderscheidt een groot aantal werkwoordstijden en verschillende wijzen. Een en ander wordt gecompliceerd door het voorkomen van veel onregelmatigheden, vooral in de meervoudsvorming. Het is dus een in hoge mate flecterende taal.

### Klankleer

#### Klinkers
In het Albanees komen zeven klinkers voor. In de volgende tabel is tussen de schuine streepjes het fonetische teken aangegeven.
|        | Ongerond     | Gerond        |
| ------ | ------------ | ------------- |
| Voor   | e /ɛ/, i /i/ | y /y/         |
| Midden | ë /ə/, a /a/ |               |
| Achter | -            | o /ɔ /, u /u/ |

De spelling van de klinkers komt overeen met die van het Duits, dus < u > staat voor een "oe", < y > voor een "uu", en < a > voor een open "aa". Bijzonder is de < ë >, die staat voor de "stomme e" of sjwa, zoals we die kennen in Nederlandse woorden als "beneden" .
Klinkers kunnen in het Albanees (half-)lang of kort zijn. Bij de meeste klinkers is de lengte niet van belang voor de betekenis, en wordt dan ook niet in de spelling aangegeven. Alleen de y en de u kunnen lange varianten hebben.

#### Medeklinkers
Het Albanees kent 29 medeklinkers. In de tabel worden ze in fonetische tekens weergegeven.
|             | Bilabiaal | Labio- dentaal | Dentaal | Alveolaar | Post- alveolaar | Palataal | Velaar | Glottaal |
| ----------- | --------- | -------------- | ------- | --------- | --------------- | -------- | ------ | -------- |
| Nasaal      | [m]       |                |         | [n]       |                 | [ɲ]      |        |          |
| Plosief     | [p b]     |                |         | [t d]     |                 | [c ɟ]    | [k ɡ]  |          |
| Affricaat   |           |                |         | [ts dz]   | [tʃ dʒ]         |          |        |          |
| Fricatief   |           | [f v]          | [θ ð]   | [s z]     | [ʃ ʒ]           |          |        | [h]      |
| Vibrant     |           |                |         | [r]       |                 |          |        |          |
| Flap        |           |                |         | [ɾ]       |                 |          |        |          |
| Approximant |           |                |         | [l ɫ]     |                 | [j]      |        |          |

De spelling van dit grote aantal medeklinkers bracht problemen met zich mee: het Romeinse alfabet heeft hier niet genoeg karakters voor. Deze moeilijkheid werd opgelost door middel van combinaties van lettertekens (bijvoorbeeld th voor θ, net als in het Engels) en door het invoeren van een speciaal letterteken, de ç, zoals die ook voorkomt in het Turks en het Frans.
| letter | IPA - voorbeeld                 | letter | IPA - voorbeeld                             |
| ------ | ------------------------------- | ------ | ------------------------------------------- |
| b      | b - bal                         | n      | n - en                                      |
| c      | ʦ - bots                        | nj     | ɲ - Spanje                                  |
| ç      | ʧ - tsjilpen                    | p      | p - opera                                   |
| d      | d - dans                        | q      | c - Tussen botje en bokje                   |
| dh     | ð - Engels the                  | r      | ɾ - perk (een enkel slagje met de tongpunt) |
| f      | f - fop                         | rr     | r - Spaans perro (rollende tungpunt-r)      |
| g      | ɡ - zakdoek                     | s      | s - slaap                                   |
| gj     | ɟ - Engels John of Djengiz Khan | sh     | ʃ - shop                                    |
| h      | h - hoop                        | t      | t - top                                     |
| j      | j - jaar                        | th     | θ - Engels thought                          |
| k      | k - kip                         | v      | v - vader                                   |
| l      | l - Lisa                        | x      | d͡z - dz                                     |
| ll     | ɫ - Engels Ball                 | xh     | ʤ - jungle                                  |
| m      | m - moeder                      | z      | z - zomer                                   |
| -      | -                               | zh     | ʒ - journalist                              |

In woordenboeken worden deze lettercombinaties gewoonlijk als aparte lettertekens behandeld. De xh komt dus na de x, en de ç na de c.
Net als in het Nederlands worden stemhebbende medeklinkers, zoals de d, al stemloos uitgesproken als ze aan het eind van een woord staan. Zo bijvoorbeeld: kënd, uitgesproken als [kənt] (hoek, kant) en zogj [zɔc] (vogels).

#### Klemtoon
Het Albanees kent geen regelmatige beklemtoning. Wel kan gesteld worden dat de meeste woorden de klemtoon op de voorlaatste lettergreep hebben. De laatste lettergreep is meestal een uitgang, de klemtoon ligt dus op de laatste lettergreep van de stam.

### Vormleer
Het Albanees is een flecterende taal. Woorden bestaan uit verschillende morfemen. Door een morfeem toe te voegen of te veranderen, ontstaat een nieuwe grammaticale functie van het woord. Bij het studeren van Albanees moeten zeer veel verbuigingen en vervoegingen worden aangeleerd.

#### Het zelfstandig naamwoord
Het zelfstandig naamwoord heeft in het Albanees een geslacht: het is mannelijk of vrouwelijk. Het kan in het enkelvoud of het meervoud staan. Daarbij worden nog naamvallen onderscheiden: het Albanees heeft er zes, waarvan de zesde, de vocatief, enkel bij een beperkt aantal woorden voorkomt.
In het Albanees wordt een strak onderscheid gemaakt tussen bepaald en onbepaald. Een dergelijk onderscheid kennen we in het Nederlands ook, waar een koe onbepaald is, en de koe bepaald, maar in het Albanees hebben woorden een andere vorm als ze bepaald dan wel onbepaald zijn. Dit geldt ook voor namen. Tirana is zo de bepaalde variant van het onbepaalde Tiranë.
Bepaaldheid wordt in het Albanees dus uitgedrukt door achtervoegsels. Deze achtervoegsels gaan mogelijk op oudere lidwoorden terug. Het moderne Albanees heeft echter ook nog onderscheiden lidwoorden (zie onder).

##### Enkelvoud
De verbuiging van de zelfstandige naamwoorden verschilt per woord. Er zijn vier verbuigingstypen aan te wijzen. In de eerste twee vindt men de mannelijke woorden, in de derde de vrouwelijke en in de vierde de onzijdige.

###### Eerste type
In dit type vinden we voornamelijk mannelijke woorden die eindigen op een medeklinker. Mannelijke woorden die eindigen op -g, -k of -h vallen er echter niet onder (die vallen onder het tweede type).
Hieronder als voorbeeld de verbuiging van mur, dat "muur" betekent.
| naamval    | onbepaald | bepaald |
| ---------- | --------- | ------- |
| nominatief | mur       | muri    |
| genitief   | i muri    | i murit |
| datief     | muri      | murit   |
| accusatief | mur       | murin   |
| ablatief   | muri      | murit   |

Waarbij opvalt dat bij de genitief een losstaand i wordt gebruikt. Dit is een lidwoord dat hier de naamval aanduidt. In alle verbuigingen komt dit lidwoord bij de genitief voor. Zie onder "lidwoord" meer uitleg over de Albanese lidwoorden.

###### Tweede type
Tot dit type behoren de mannelijke woorden die bij type één afvielen, dus de woorden eindigende op -g, -k en -h, of op een (beklemtoonde) klinker. Hieronder worden twee voorbeelden gegeven, één uitgaande op een medeklinkerstam, en één op een klinker. Het eerste voorbeeld is shok (vriend), het tweede is njeri (man, mens).
Shok (vriend)
| naamval    | onbepaald | bepaald  |
| ---------- | --------- | -------- |
| nominatief | shok      | shoku    |
| genitief   | i shoku   | i shokut |
| datief     | shoku     | shokut   |
| accusatief | shok      | shokun   |
| ablatief   | shoku     | shokut   |

Njeri (mens)
| naamval    | onbepaald | bepaald   |
| ---------- | --------- | --------- |
| nominatief | njeri     | njeriu    |
| genitief   | i njeriu  | i njeriut |
| datief     | njeriu    | njeriut   |
| accusatief | njeri     | njeriun   |
| ablatief   | njeriu    | njeriut   |

Bij de accusatief van njeri, die normaal njeriun luidt, moet gezegd worden dat er een tweede vorm voorkomt, namelijk njerinë. Ook bij andere woorden van dit type komt deze vorm voor.
Merk verder op dat de klemtoon bij het paradigma van njeri steeds op -ri- ligt, dus njeriu, maar ook njeri, dus met de klemtoon op de laatste lettergreep van de stam. Het meervoud (zie onder) kent overigens een afwijkende beklemtoning, namelijk njerëz. Dit is een uitzondering.

###### Derde type
Onder dit type vallen alle vrouwelijke woorden. De vrouwelijke woorden eindigen in principe op een klinker.
Çantë (tas)
| naamval    | onbepaald | bepaald  |
| ---------- | --------- | -------- |
| nominatief | çantë     | çanta    |
| genitief   | i çante   | i çantës |
| datief     | çante     | çantës   |
| accusatief | çantë     | çantën   |
| ablatief   | çante     | çantës   |

Hierbij valt op dat de laatste klinker van de stam, de ë, wegvalt in de verbuiging: çanta, en niet *çantëja, çante, en niet *çantëje. Dit is zo omdat de ë onbeklemtoond is. Beklemtoonde klinkers blijven wel bewaard. Zo bijvoorbeeld rrufe (bliksem), dat als bepaalde vorm rrufeja kent, en als datief rrufeje. Om de -e- te behouden heeft dit paradigma in plaats van *rrufës (vgl. çantës) een langere vorm: rrufesë.
Er zijn vrouwelijke woorden die eindigen op een medeklinker, namelijk -ll of -r. Zij hebben een vergelijkbare vervoeging. Als voorbeeld dient zemër (hart).
Zemër (hart)
| naamval    | onbepaald | bepaald  |
| ---------- | --------- | -------- |
| nominatief | zemër     | zemra    |
| genitief   | i zemre   | i zemrës |
| datief     | zemre     | zemrës   |
| accusatief | zemër     | zemrën   |
| ablatief   | zemre     | zemrës   |

###### Vierde type
Onder dit type vallen alle onzijdige woorden. Dit type vertoont een aantal overeenkomsten met het eerste type. Opvallend is dat de nominatief en accusatief niet worden onderscheiden. Dit is in bijna alle Indo-Europese talen het geval bij onzijdige woorden.
Ballë (voorhoofd)
| naamval    | onbepaald | bepaald  |
| ---------- | --------- | -------- |
| nominatief | ballë     | ballët   |
| genitief   | i balli   | i ballit |
| datief     | balli     | ballit   |
| accusatief | ballë     | ballët   |
| ablatief   | balli     | ballit   |

Bij onzijdige woorden die op een medeklinker eindigen, is de verbuiging iets verschillend.
Lesh (haar, wol)
| naamval    | onbepaald | bepaald  |
| ---------- | --------- | -------- |
| nominatief | lesh      | leshtë   |
| genitief   | i leshi   | i leshit |
| datief     | leshi     | leshit   |
| accusatief | lesh      | leshtë   |
| ablatief   | leshi     | leshit   |

##### Meervoud

###### Vorming
De meervoudsvorming in het Albanees verloopt niet volgens een regelmatig procedé. De meervoudsvorm moet bij ieder woord apart worden aangeleerd. Er is een zeer groot aantal mogelijkheden om van een enkelvoud een meervoud te maken. Grammatici tellen zo'n 100 mogelijkheden om van een Albanees enkelvoud een meervoud af te leiden.
- Achter het woord komt een achtervoegsel. Er bestaat een groot aantal mogelijke achtervoegsels, waaronder:

-ë. Bijvoorbeeld: punëtor - punëtorë (arbeider)
-a. Bijvoorbeeld: morr - morra (luis)
-e. Bijvoorbeeld: mur - mure (muur)
-ër. Bijvoorbeeld: mbret - mbretër (koning)
-ëra. Bijvoorbeeld: bar - barëra (gras)
-nj. Bijvoorbeeld: hero - heronj (held)
-inj. Bijvoorbeeld: shkëmb - shkëmbinj (rots). Dit suffix is beklemtoond.
-ërinj. Bijvoorbeeld: gisht - gishtërinj (vinger). Opnieuw trekt -inj hier de klemtoon naar zich toe.
-llarë. Bijvoorbeeld: baba - baballarë (vader). Ook dit suffix trekt de klemtoon naar zich toe.
-lerë. Bijvoorbeeld: bej - bejlerë (bei). Ook dit suffix trekt de klemtoon naar zich toe.
- De laatste medeklinker van het woord verandert. Bijvoorbeeld: zog - zogj (vogel).
- De stamklinker verandert. Bijvoorbeeld: dash - desh (ram).
- De laatste klinker valt weg. Bijvoorbeeld: ditë - dit (dag)
- Het woord blijft hetzelfde, er is geen aparte meervoudsvorm. Bijvoorbeeld: shtëpi - shtëpi (huis).

Ook combinaties van deze mogelijkheden komen veelvuldig voor:
- Achtervoegsel + medeklinkerverandering. Bijvoorbeeld: qark - qarqe (prefectuur).
- Achtervoegsel + klinkerverandering. Bijvoorbeeld: skllav - skllevër (slaaf)
- Klinkerverandering + medeklinkerverandering. Bijvoorbeeld: derk - dirq (varken).
- Klinkerwegval + achtervoegsel. Bijvoorbeeld: lumë - lumenj (rivier). Ook de klemtoon wisselt hier weer.
- Klinkerwegval + klinkerverandering. Bijvoorbeeld: dorë - duar (hand)

Verder zijn er combinaties van drie procedés:
- Achtervoegsel + klinkerverandering + medeklinkerverandering. Bijvoorbeeld: breg - brigje (heuvel).
- Klinkerwegval + klinkerverandering + medeklinkerverandering. Bijvoorbeeld: kalë - kuaj (paard).

Ook zijn er diverse onregelmatige vormen, zoals djalë - djem (jongen). Soms is het meervoud zelfs van heel andere origine dan het enkelvoud: qenj - shtjerra (lam).
Er bestaan in de standaardtaal nogal eens varianten naast elkaar. Zo kan het meervoud van bar (gras, kruid) niet alleen barëra zijn, maar ook barna. Dergelijke varianten zijn vaak regionaal, passen in eerder plechtstatig, verouderd taalgebruik of zijn juist moderne vormingen die nog niet algemeen zijn geaccepteerd.

## Afbeeldingen

Verspreiding van dialect Gegisch (groen) en Toskisch (rood).
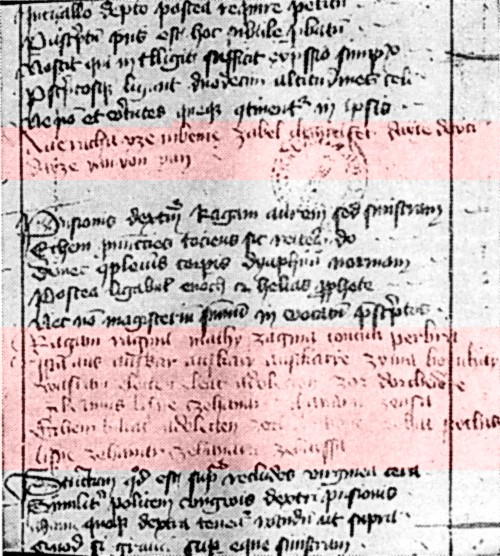
Mogelijk de oudst bekende Albanese tekstpassage, in het rood, afkomstig van het Bellifortis-handschrift, geschreven door Konrad Kyeser omstreeks 1402-1405.
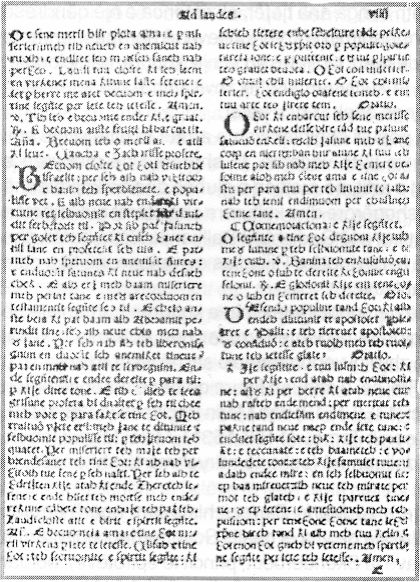
Meshari van Gjon Buzuku 1555, het eerste Albaneestalige boek